# Kiko Zambianchi
Pour l’article homonyme, voir Callimaco Zambianchi.
Francisco José "Kiko" Zambianchi , né le 14 octobre 1960, est un chanteur brésilien.

## Discographie
- Choque (1985)
- Quadro Vivo (1986)
- Kiko Zambianchi (1987)
- Era das Flores (1989)
- KZ (1997)
- Disco Novo (2002)
- Acústico Ao Vivo (2013)